# 哈斯福德高地 (加利福尼亞州)
哈斯福德高地（英語：Hasford Heights）是位於美國加利福尼亞州康特拉科斯塔縣的一個非建制地區。該地的面積和人口皆未知。

## 地理
哈斯福德高地的座標為37°57′55″N 122°19′48″W / 37.96528°N 122.33000°W，而該地的平均海拔高度為31米（即104英尺）。